# Linda Stahl
Linda Stahl (født 2. oktober 1985 i Steinheim) er en tysk tidligere spydkaster. 

## Sportskarriere
Stahl gjorde sig første gang for alvor bemærket internationalt, da hun i 2007 blev U/23-europamester i spydkast. Hun deltog også i senior-VM senere samme år og blev her nummer otte, hvilket hun to år senere forbedrede til en femteplads. I 2010 blev hun europamester, da hun kastede 66,81 m, og to år senere vandt hun EM-bronze, kort inden hun deltog i sine første olympiske lege.
Ved OL 2012 i London kastede hun 64,78 m i kvalifikationen, hvilket var rigeligt til at give adgang til finalen. Her var tjekken Barbora Špotáková suveræn, da hun kastede mere end 66 m i alle sine fire forsøg og toppede det med 69,55 m i fjerde forsøg, hvilket gav hende guldmedaljen. Stahls landsmand, Christina Obergföll, kastede 65,16 m i første forsøg, hvilket blev hendes eneste godkendte forsøg, men det var godt nok til sølvmedaljen, mens Stahl i sit fjerde forsøg kastede 64,91 m, hvilket var tilstrækkeligt til at sikre hende bronze. For denne præstation modtog hun samme år Silbernes Lorbeerblatt, Tysklands højeste sportsudmærkelse.
Stahl fortsatte sine gode resultater de følgende år og blev således tysk mester i både 2013 og 2014. I 2014 vandt hun desuden Diamond League i spydkast, vandt bronze ved EM og opnåede sit bedste resultat ved VM med en fjerdeplads. Hendes sidste store internationale præstation opnåede hun i 2016, hvor hun vandt EM-sølv, mens hendes OL-deltagelse samme år blev en skuffelse, da hun blot blev nummer elleve. Denne konkurrence blev samtidig Stahls sidste, idet hun indstillede karrieren efter OL. Hendes bedste resultat gennem tiden var et kast på 67,32 m, som hun præsterede i New York i 2014.

## Politik
Stahl blev valgt for SPD i Nordrhein-Westfalen til Forbundsforsamlingen, der i 2012 skulle vælge den nye Bundespræsident. På samme måde kom hun med i Forbundsforsamlingen i 2017, da der igen skulle vælges Bundespræsident.

## Øvrige engagementer
Sammen med sin karriere har Stahl uddannet sig til læge og har siden 2014 arbejdet på klinik i Leverkusen.
Linda Stahl gik i 2018 ind i arbejdet for at skabe bedre vilkår for sportsfolk i forhold til uddannelse i sit lokalområde i Nordrhein-Westfalen.

## Reference
1. 1 2 3  Linda Stahl, worldathletics.org, hentet 25. maj 2022
2. ↑  Javelon Throw, Women, hentet 25. maj 2022
3. ↑  Verleihung des Silbernen Lorbeerblattes (tysk), bundespraesident.de, 7. november 2012, hentet 25. maj 2022
4. ↑  Javelon Throw, Women, hentet 25. maj 2022
5. 1 2  Dersch, Alexandra (26. august 2016), Linda Stahl beendet hochdekorierte und geerdete Karriere (tysk), leichtathletik.de, arkiveret fra originalen 26. juni 2022, hentet 25. maj 2022
6. ↑  Lucas, Sebastian (11. december 2016), Linda Stahl darf Frank-Walter Steinmeier zum Präsidenten wählen (tysk), lz.de, hentet 25. maj 2022
7. ↑  Baten, Ludger (20. marts 2018), rp-online.de (tysk), hentet 25. maj 2022